# 4613 Mamoru
4613 Mamoru је астероид главног астероидног појаса чија средња удаљеност од Сунца износи 2,663 астрономских јединица (АЈ).
Апсолутна магнитуда астероида је 11,8.